# Домн (святой)
Домн († между 303 и 305 годами) — святой епископ Салонский, священномученик; считается святым покровителем города Сплита (Хорватия). Дни памяти — 11 апреля, 7 мая.
Святой Домн (Domnio или Domnion), или Дуэ (хорв. Duje), был первым епископом Салонским, что в Далмации (совр. Хорватия). Он был умучен во время гонения христиан при соправлении римского императора Диоклетиана вместе с восемью воинами, из которых Филокал (Philocalus), Ахаик (Achaicus) и Палотин (Palotinus) почитаются святыми. Иногда считают, что св. Домн был послан на проповедь в Далмацию апостолом Петром вместе с апостолами от 70-ти. 
В Сплите, расположенном в восьми километрах от Солина, имеется Собор Святого Домна, где  с VII века покоятся его мощи (здание первоначально построено как мавзолей Диоклетиана).